# Hato Mayor
Hato Mayor es un municipio de la República Dominicana, que está situado en la provincia de Hato Mayor.

## Etimología
Su nombre se debe al hecho de que en sus tierras fue creado un hato.

## Localización
El municipio se encuentra ubicada a 27 kilómetros de la provincia de San Pedro de Macorís y a 110 kilómetros de la ciudad de Santo Domingo. 

## Límites
Municipios limítrofes:
|                               | Norte: El Valle           |                |
| Oeste: Bayaguana y Los Llanos |                           | Este: El Seibo |
|                               | Sur: Quisqueya y Consuelo |                |

## Historia
Hato Mayor del Rey fue fundado hacía el año 1520 por Francisco Dávila, como una hacienda colonial que se dedicaba a la ganadería y la agricultura. Francisco Dávila en su posición de Tesorero Real y Regidor Perpetuo en La Española, estableció el Mayorazgo de los Dávila el 23 de agosto de 1554 en la ciudad de Santo Domingo, con la presencia de su sobrino Gaspar Dávila, pasando a formar parte del extenso Mayorazgo de los Dávila.
A través del tiempo el hato pasó por las manos de varios herederos y poseedores, pero no fue hasta el año 1746 cuando Don Antonio Coca y Landeche Vevers, que era administrador perpetuo del Mayorazgo de los Dávila, fundó Hato Mayor como pueblo, ya que este había erigido una ermita dedicada a Nuestra Señora de las Mercedes para estimular a las personas de los alrededores de la hacienda a la práctica de la religión católica.
Hasta julio del año 1843 Hato Mayor formaba una sección, dependiente de la común y provincia de El Seibo, convirtiendo así a Hato Mayor en común por las fuerzas de ocupación Haitiana bajo Charles Hérard-Ainé, adquiriendo su registro civil en la provincia, separándola de la común de El Seibo. Pero el 9 de junio de 1845, el derecho de que Hato Mayor fuera Común, fue perdido según la ley n.º 40 sobre Administración Provincial, volviendo a ser Puesto Militar de El Seibo. El 13 de octubre de 1848, el presidente Manuel Jiménez, proclama en Común el pueblo de Hato Mayor del Rey, mediante el decreto n.º 174 del Consejo Conservador y la Cámara del Tribunado. Durante la Anexión, Hato Mayor del Rey fue convertido en Comandancia de Armas dependiente de El Seibo. 
El 14 de diciembre de 1888, doña Mercedes de la Rocha Landeche, junto con su esposo Esteban Fernández Coca y Ramón María Gautreaux en representación del Ayuntamiento, como secretario y tesorero, así como los testigos de este acto notarial,  Antonio Lluberes y Manuel Mañón, estuvieron presentes en el acto de donación a la cantidad de 1,702.89 tareas (1,070,879.41 m² o 107.1 hectáreas ) al Ayuntamiento Municipal de Hato Mayor del Rey. Esta acta fue instrumentada por Mariano Montolío y Ríos, firmando el Folio 157 n.º 147 en la ciudad de Santo Domingo. El 20 de diciembre de 1887 fue hecho el plano correspondiente a los terrenos donados por el Agrimensor Público Domingo Marcelo.

## Distritos municipales
Está formado por los distritos municipales de:
| Nombre        | Código   |
| ------------- | -------- |
| Hato Mayor    | 09300101 |
| Yerba Buena   | 09300102 |
| Mata Palacio  | 09300103 |
| Guayabo Dulce | 09300104 |

## Sectores y barrios

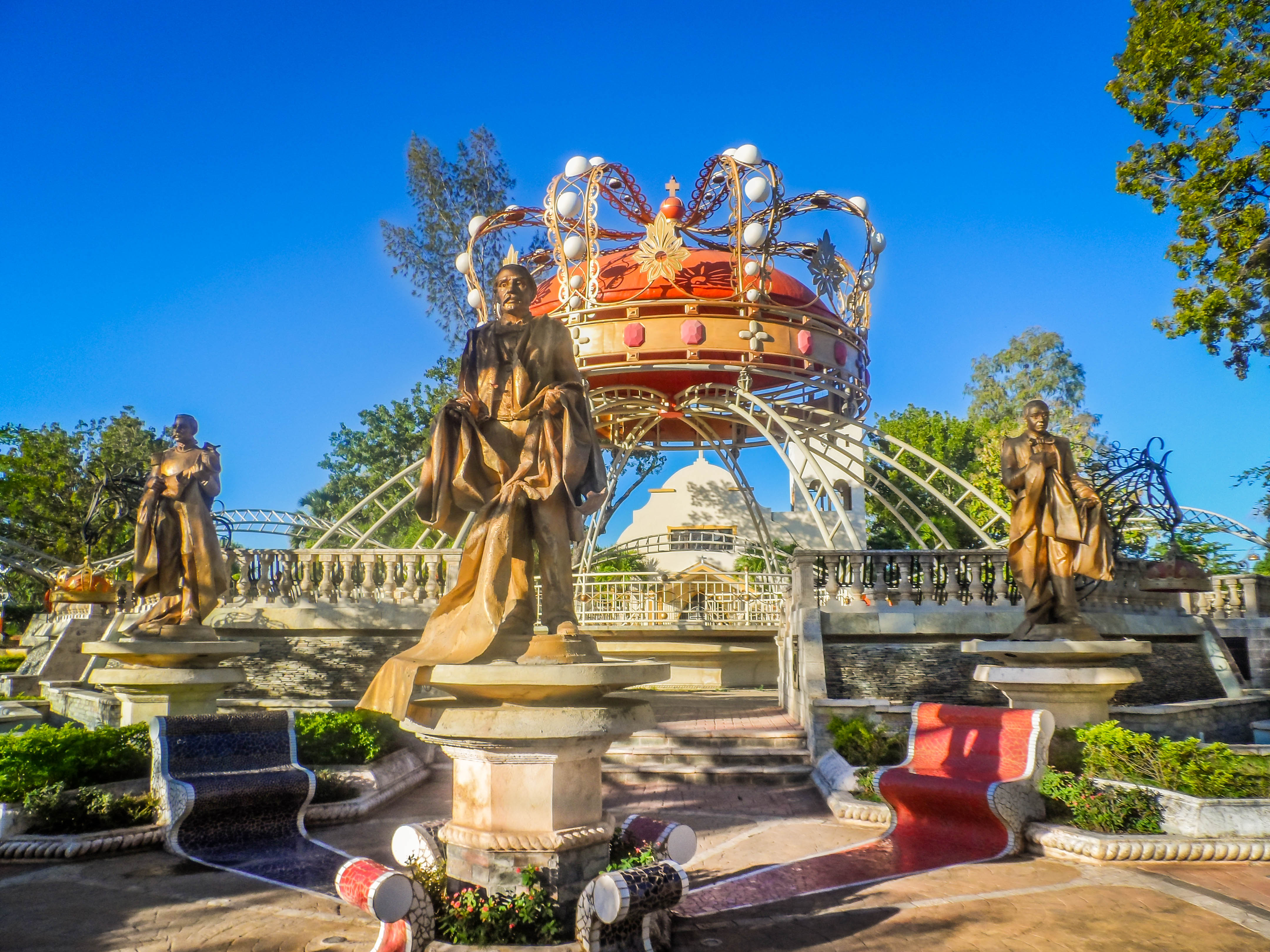
Vista del parque Mercedes de la Rocha, con la parroquia Nuestra Señora de Las Mercedes al fondo, ubicado en el sector El Centro, Hato Mayor del Rey.

El Centro. Sector urbano de la ciudad de Hato Mayor del Rey. Fue fundado hacia el año 1739. Su nombre original era Pueblo Arriba, debiendo su nombre por lo accidentado del terreno, siendo este nombre abolido hacia la década de 1980 por El Centro. En 1918 por diferencia de vecinos se establece el nombre de Pueblo Nuevo a una franja de El Centro. Entre los hechos importante que ocurrieron en este sector, se destaca la proclamación de la Independencia Nacional, unas ocho horas antes que el trabucazo de Matías Ramón Mella, en la Puerta del Conde, en 1844. Además se libró la Batalla de La Plaza. 

## Clima
Esta localidad presenta un clima tropical. La temperatura promedio anual de 25 °C (77 °F) y lluvias abundantes durante casi todo el año (1 641.5 mm o 646.26 pulgadas). 
Las temperaturas presentan poca variación, pero en general entre abril y noviembre presenta temperaturas de agradables a templadas por la mañana y noche, así como calurosas durante el día; en tanto que entre diciembre y marzo, temperaturas de frescas a agradables por la mañana y noche, de templadas a cálidas durante el día.
| Parámetros climáticos promedio de Hato Mayor del Rey | Parámetros climáticos promedio de Hato Mayor del Rey | Parámetros climáticos promedio de Hato Mayor del Rey | Parámetros climáticos promedio de Hato Mayor del Rey | Parámetros climáticos promedio de Hato Mayor del Rey | Parámetros climáticos promedio de Hato Mayor del Rey | Parámetros climáticos promedio de Hato Mayor del Rey | Parámetros climáticos promedio de Hato Mayor del Rey | Parámetros climáticos promedio de Hato Mayor del Rey | Parámetros climáticos promedio de Hato Mayor del Rey | Parámetros climáticos promedio de Hato Mayor del Rey | Parámetros climáticos promedio de Hato Mayor del Rey | Parámetros climáticos promedio de Hato Mayor del Rey | Parámetros climáticos promedio de Hato Mayor del Rey |
| Mes                                                  | Ene.                                                 | Feb.                                                 | Mar.                                                 | Abr.                                                 | May.                                                 | Jun.                                                 | Jul.                                                 | Ago.                                                 | Sep.                                                 | Oct.                                                 | Nov.                                                 | Dic.                                                 | Anual                                                |
| ---------------------------------------------------- | ---------------------------------------------------- | ---------------------------------------------------- | ---------------------------------------------------- | ---------------------------------------------------- | ---------------------------------------------------- | ---------------------------------------------------- | ---------------------------------------------------- | ---------------------------------------------------- | ---------------------------------------------------- | ---------------------------------------------------- | ---------------------------------------------------- | ---------------------------------------------------- | ---------------------------------------------------- |
| Temp. máx. media (°C)                                | 27.4                                                 | 27.5                                                 | 29.4                                                 | 30.4                                                 | 32.0                                                 | 33.1                                                 | 33.6                                                 | 33.5                                                 | 32.7                                                 | 31.8                                                 | 30.0                                                 | 28.5                                                 | 29.4                                                 |
| Temp. media (°C)                                     | 22.0                                                 | 22.0                                                 | 23.2                                                 | 24.5                                                 | 26.1                                                 | 27.1                                                 | 27.6                                                 | 27.5                                                 | 26.8                                                 | 26.0                                                 | 24.5                                                 | 23.0                                                 | 24.3                                                 |
| Temp. mín. media (°C)                                | 16.5                                                 | 16.4                                                 | 17.0                                                 | 18.5                                                 | 20.2                                                 | 21.0                                                 | 21.6                                                 | 21.4                                                 | 20.7                                                 | 20.1                                                 | 19.0                                                 | 17.6                                                 | 19.2                                                 |
| Lluvias (mm)                                         | 61.0                                                 | 50.1                                                 | 70.8                                                 | 130.1                                                | 226.5                                                | 159.7                                                | 129.6                                                | 201.6                                                | 204.8                                                | 236.4                                                | 109.1                                                | 61.8                                                 | 1641.5                                               |
| Fuente: (ONAMET)                                     |                                                      |                                                      |                                                      |                                                      |                                                      |                                                      |                                                      |                                                      |                                                      |                                                      |                                                      |                                                      |                                                      |